# 程東
程東（英語：John Ching Tung，1961年2月18日—），本名程獻棟，香港電影演員與監製，1978年從廣州到香港發展，在麗的電視從事幕後工作，1987年由電影製片轉為全職演員，之後於1990年演出《獄中龍》的蝦米，以及《賭俠》系列的獨眼龍大軍而開始為人熟悉。

## 簡歷
程東於1978年因熱愛電影，由廣州往香港發展，在麗的電視從事幕後工作（場記、道具、製片），麗的被邱德根收購易名為亞洲電視後，他開始涉足電影幕後，同時任職於亞視，直至1987年約滿。在離開電視台前後，曾替部分獨立片商擔任製片，一年後他應電影人向華勝邀請，參演電影《好女十八嫁》和擔任製片，正式從電影製片轉型為全職電影演員。之後他於1990年演出《獄中龍》的蝦米和《賭俠》系列的獨眼龍大軍而開始為人熟悉，也和周星馳合作演出多部電影，是香港電影界重要的甘草演員之一。2002年起，他基於當時香港經歷金融風暴及沙士SARS，香港電影市場萎縮（由年拍百部銳減至10多部），很多配角都失業而被迫轉行，於是一度重回幕後開設廣告公司，逐漸淡出幕前。演藝事業停擺許久的他，大概到2009年便發現電影工業又開始復甦，所以對電影的熱情又重新燃起，因此決定重新回到電影圈，並在2010年以導演身分執導功夫片《蔡李佛拳2010》，主力在內地發展，後來亦開設工作室。
2011年，程东与妻子刘亚娟在吉林省通化市举行结婚典礼仪式，兩人育有兩女。2016年，他受邀為台灣博弈手機遊戲《鑽石角子》代言，此代言活動是其首次為遊戲代言和造訪台灣。他於媒體訪問中曾向記者表示「雖說不怕演壞人，但還是有兩種角色不肯接演；一是強姦犯，另一個就是日本人。怕女兒不能理解我是演員，也擔心女兒在學校被同學笑，所以不演強姦犯；至於不演日本人，是中國民眾討厭日本人，我怕會引起爭議，且被定型.....」後來他除了繼續接下不少內地電影及商演工作，亦活躍於社交平台抖音，經常拍片分享生活及工作點滴，帳號粉絲超過31.6萬。

## 作品

### 電影
- 1988年：好女十八嫁
- 1988年：陷阱邊沿
- 1988年：義膽紅唇
- 1988年：省港雙雄
- 1990年：唯我獨尊
- 1990年：獄中龍飾蝦米
- 1990年：賭俠飾獨眼龍大軍
- 1991年：賭俠II上海灘賭聖飾獨眼龍大軍
- 1991年：與龍共舞飾吳愛港
- 1991年：整蠱專家飾整蠱之霸
- 1991年：贏錢專家飾大牛鞭
- 1991年：夜生活女王霞姐傳奇飾便衣警員
- 1992年：神槍手與咖喱雞
- 1992年：龍騰四海飾大B
- 1992年：我來自北京
- 1992年：賭城大亨II之至尊無敵飾牛B
- 1992年：飛虎精英之人間有情
- 1992年：噴火女郎
- 1992年：明月照尖東飾東哥
- 1992年：現代應召女郎
- 1993年：逃學威龍Ⅲ之龍過雞年飾獨眼龍大軍
- 1994年：九品芝麻官白面包青天飾來福
- 1994年：新英雄本色
- 1994年：暴雨驕陽
- 1994年：殺手的童話
- 1994年：一線生機
- 1994年：燈籠
- 1994年：火燒紅蓮寺飾血滴子
- 1995年：赌圣2：街头赌圣飾東哥
- 1995年：大冒險家
- 1996年：運財智叻星飾正財神
- 1996年：殺手三分半鐘
- 1997年：火燒島之橫行霸道飾戒護科長
- 1997年：黑獄斷腸歌之砌生豬肉飾囚犯
- 1998年：古惑仔情義篇之洪興十三妹飾咸溼 (豬哥)
- 1998年：失業特工隊
- 1998年：濠江風雲
- 1998年：殺手之王
- 1998年：強姦3OL誘惑
- 1999年：龍虎列傳 (1999)
- 1999年：龍虎列傳II火併天煞邪神
- 1999年：七月又十四之信不信由你
- 2000年：D7特警
- 2000年：雙龍出海
- 2000年：界女艷遇飾香港黑幫老大
- 2001年：殺戮風暴
- 2001年：風水賭神
- 2001年：疊影殺機
- 2002年：一屋貪錢人
- 2002年：監獄風雲之傳教士
- 2002年：反收數特遣隊
- 2011年：笑詠春
- 2016年：西遊記之孫悟空三打白骨精
- 2016年：賭王2016飾賭王羅百萬
- 2017年：臥底1000飾程默
- 2021年：一觸即發之除爆飾黑幫老大[6][需要較佳来源]
- 2022年：非道緝惡飾岳老闆[7][需要較佳来源]

### 電視劇
- 1996年：殭屍道長II飾雷罡
- 1998年：我和殭屍有個約會飾羅開平
- 1999年：世紀之戰飾華叔
- 2013年：天龍八部飾烏老大
- 2014年：東江英雄劉黑仔飾貓哥
- 2015年：仙剑客栈飾石長老
- 2025年：獅城山海 飾 余興旺(蛇眼)

### 短劇
- 2025年：千局神算 飾 七叔

### 監製
- 2000年：D7特警
- 2011年：蔡李佛拳

### 製片
- 1988年：好女十八嫁

### 導演
- 2011年：蔡李佛拳

### 遊戲代言
- 2016年：博弈手機遊戲《鑽石角子》